# Рамаз Чочишвілі
Рамаз Шотайович Чочишвілі (груз. რამაზ შოთას ძე ჩოჩიშვილი; 14 листопада 1975, Горі) — грузинський дзюдоїст, представник важкої і напівважкій вагових категорій. Виступав за збірну Грузії з дзюдо в період 1993-2006 років, тричі бронзовий призер чемпіонатів Європи, переможець і призер етапів Кубка світу.

## Біографія
Рамаз Чочишвілі народився 14 листопада 1975 року. Син видатного грузинського дзюдоїста Шоти Чочишвілі, олімпійського чемпіона з дзюдо, багаторазового призера європейських і світових першостей.
Дебютував на міжнародній арені в сезоні 1993 року, посівши п'яте місце на міжнародному турнірі в Сеулі.
У 1994 році увійшов до основного складу грузинської національної збірної і виступив на чемпіонаті Європи у Гданську, де  вибув з боротьби за медалі вже після першого поєдинку. Став срібним призером міжнародного турніру у Москві.
У 1995 році здобув перемогу на юніорському Кубку атома в Угорщині і виграв бронзову медаль на юніорському європейській першості в Вальядоліді.
На чемпіонаті Європи 1996 року в Гаазі завоював бронзову нагороду у заліку абсолютної вагової категорії, поступившись на стадії півфіналів представнику Туреччини Селімові Татароглу. Крім цього, здобув бронзу на етапі Кубка світу у Варшаві, посів п'яте місце на етапі Кубка світу в Москві, був другим у заліку грузинського національного першості в напівважкій вазі.
У 1998 році виграв срібну медаль на етапі Кубка світу в Мюнхені, тоді як на європейській першості в Ов'єдо потрапити до числа призерів не зміг, посівши лише на сьому позицію.
У сезоні 1998/99 взяв бронзу на домашньому етапі світового кубка у Тбілісі, здобув перемогу на етапі в Леондінгу, став п'ятим на чемпіонаті Європи у Братиславі. Студентом представляв країну на літній Універсіаді в Пальма-де-Мальорці, здобувши срібну нагороду у відкритій ваговій категорії — у вирішальному фінальному поєдинку поступився румуну Александру Лунгу. Брав участь в чемпіонаті світу у Бірмінгемі, де вже у 1/32 фіналу відкритої вагової категорії програв Селімові Татароглу.
У сезоні 1999/2000 був кращим на етапах Кубка світу у Тбілісі та Москві, боровся на європейській першості у Вроцлаві.
На чемпіонаті Європи 2001 року в Парижі виграв бронзову медаль в абсолютній ваговій категорії, зазнавши поразки у півфіналі від росіянина Олександра Михайлина, на чемпіонаті світу у Мюнхені посів п'яте місце, поступившись таким дзюдоїстам як Аріель Зєеві і Франк Меллер.
У 2003 році знову завоював бронзову медаль європейської першості, ставши третім в абсолютній ваговій категорії на змаганнях у Дюссельдорфі, де єдине поразки зазнав на стадії чвертьфіналу від голландця Денніса ван дер Геста. При цьому на світовій першості в Осаці великого успіху не добився, зупинившись в 1/16 фіналу.
Останній раз показав скільки-небудь значущий результат на міжнародному рівні у сезоні 2006 року, на Суперкубку світу в Москві — на стадії 1/16 фіналу був переможений болгарином Іваном Ілієвим. Незабаром після закінчення цих змагань вирішив завершити спортивну кар'єру.
Коли у 2015 році Шота Чочишвілі посмертно був введений до Зали слави Міжнародної федерації дзюдо, Рамаз отримав нагороду за батька.

## Досягнення
| Рік  | Турнір                   | Місце | Вагова категорія |
| ---- | ------------------------ | ----- | ---------------- |
| 2003 | Чемпіонат Європи з дзюдо | 3-й   | абсолютна        |
| 2001 | Чемпіонат світу з дзюдо  | 5-й   | абсолютна        |
| 2001 | Чемпіонат Європи з дзюдо | 3-й   | абсолютна        |
| 1999 | Чемпіонат світу з дзюдо  | 5-й   | абсолютна        |
| 1999 | Універсіада              | 2-й   | абсолютна        |
| 1998 | Чемпіонат Європи з дзюдо | 7-е   | абсолютна        |
| 1996 | Чемпіонат Європи з дзюдо | 3-й   | абсолютна        |